# Leonid Fedun
Leonid Arnoldovič Fedun (in russo Леони́д Арно́льдович Феду́н?; Kiev, 5 aprile 1956) è un imprenditore e dirigente sportivo russo, miliardario con una ricchezza stimata nel 2022 di 7,5 miliardi di dollari secondo Forbes, ex ufficiale militare, Fedun è vicepresidente del gruppo Lukoil, il principale produttore petrolifero del paese, e stretto collaboratore di Vagit Alekperov, l'amministratore delegato della compagnia petrolifera. Fedun possiede il 9,2% delle azioni Lukoil e dal 2003 è presidente e il secondo maggiore azionista dello FK Spartak Mosca, la squadra di calcio russa di maggior successo.

## Biografia
Laureatosi nel 1977 presso la Facoltà militare e politica della Scuola avanzata di comando militare "M.I. Nedelin" di Rostov, Nel 1984 frequentò l'Accademia militare "F.Ė. Dzeržinskij", dove rimase a insegnare fino al 1992. Nel 1993, Fedun ha lasciato l'esercito ed entro lo stesso anno è diventato l'amministratore delegato di JSC. Nel 1996, Fedun è diventato vicepresidente di LUKoil Inc. 
Fedun ha incontrato Alekperov negli anni '80 mentre insegnava a Kogalym, una città siberiana. Nel maggio 2006 Fedun era uno dei due principali proprietari di IFD Kapital Group.
Nel luglio 2021, Fedun ha offerto 400 milioni di sterline per acquistare il club della Premier League Wolverhampton Wanderers, offerta che è stata rifiutata. 

## Vita privata
È stato sposato due volte, ha sei figli e vive a Mosca.

## Onorificenze
Ex colonnello dell'esercito, è stato insignito dell'Ordine al merito per la Patria e dell'Ordine d'onore.